# 東京マラソン2013
東京マラソン2013（とうきょうマラソン2013、Tokyo Marathon 2013）は、2013年（平成25年）2月24日に東京都内の日本陸上競技連盟公認コース（一部カテゴリのみ）で行われた、通算7回目となる東京マラソンである。

## 概要
東京都および日本陸上競技連盟により設立された「一般財団法人東京マラソン財団」が主催した3度目の大会となった。また、東京都が2020年夏季オリンピック招致を行う最中に行われた大会だったため、招致活動と連動して展開された。
この回から、「ワールドマラソンメジャーズ」6番目の競技に加えられ、その開幕戦として位置づけられた。
参加定員は前回と同じく、マラソンが3万5,500人、10km走が500人の、計36,000人。フルマラソン定員の内訳は、モスクワで行われる世界選手権代表の座を争う「エリート枠」が男のみ100人、「チャリティー枠」（東京マラソン財団に10万円以上の寄付を行った個人に対して先着順）に3,000人、東京マラソン財団の公式会員組織「ONE TOKYO」のプレミアムメンバー（有料会員）から3,000人（ソロ2,000人、ペア500組1,000人）、その他の一般参加枠は29,400人。一般参加枠への申込者は303,450人（10.3倍）、対象者限定の10km走への申込者は1,058人（2.6倍）であった。
本大会の人出は、173万5千人（沿道人数130万5千人、東京大マラソン祭観客数43万人）だった。
男子フルマラソンの部は2012年12月の第66回福岡国際マラソン・2013年3月の第68回びわ湖毎日マラソンとともに2013年第14回世界陸上競技選手権大会（モスクワ世界陸上）の代表選手選考競技会として実施された。

## 参加資格
基本的に前回大会と同様。メディア向けの特別枠の割り当てについては、奇数回のためフジサンケイグループに対して割り当て。

### フルマラソン
一般
大会当日満19歳以上、6時間40分以内に完走できる男女
- 障害者、本大会が推薦する国内・国外の者を含む

エリート
- 日本陸上競技連盟登記・登録競技者で、申込期日までに日本陸上競技連盟の公認競技会で一定の記録を出した男女競技者
- 日本陸上競技連盟が推薦する男女競技者

車いすの部
レース仕様車で2時間10分以内に完走できる男女計25人

### 10km走
10km走のコースは陸連に公認されていないため、公式記録扱いとならない。
U-18
平成6年2月25日から平成9年2月24日までに生まれ、1時間30分以内に完走できる男女計275人。うち100人は、東京都が東日本大震災復興支援を目的として企画する事業において決定。
視覚障害者
1時間30分以内に完走できる男女計50人
知的障害者
1時間30分以内に完走できる男女計100人
移植者
1時間30分以内に完走できる男女計50人
車いす
レース仕様車で35分以内に完走できる男女計25人。タイム条件が厳しくなった。

## 参加申込
一般参加者については下記の通り。エリートの部については別途。
方法
インターネットを通じての申込だけになった。
期間
2012年（平成24年）8月1日から8月31日まで
参加者の決定
定員を大きく超えたため抽選を実施

## 大会放送
テレビ中継についてはフジテレビジョンほかフジサンケイグループの各媒体で放映。同局での中継は2011年大会以来4回目で、中継態勢も基本的に同年のフォーマットを継承。アナログ放送終了により、デジタル放送だけとなった。
司会進行は『とくダネ!』の小倉智昭が選考会の部を、『Mr.サンデー』の宮根誠司がCSを含めた市民マラソンの部を、それぞれ担当した。
テレビ（地上波）
- フジネットワーク各社 9:00 - 11:50（選考会の部・生中継）
- フジテレビ（関東ローカル） 12:00 - 15:00、16:00 - 16:25（市民マラソンの部・生中継）
15時台は『みんなのKEIBA』放送の為中断。

衛星放送
- フジテレビNEXTライブ・プレミアム 9:00 - 17:00
- BSフジ 19:00 - 21:50（選考会の部・地上波の録画放送）

ラジオ
- ニッポン放送 9:00 - 12:00（選考会の部・生中継）
『オールナイトニッポン』45周年記念特番内での放送となった。

## 優勝者
| 部門         | 氏名                       | 国籍・所属 | 記録          | 備考         |
| ------------ | -------------------------- | ---------- | ------------- | ------------ |
| マラソン男子 | デニス・キプルト・キメット | ケニア     | 2時間06分50秒 | 大会記録更新 |
| マラソン女子 | アベル・ケベデ             | エチオピア | 2時間25分34秒 |              |

## 東京マラソンEXPO 2013概要
| 開催日時                      | 会場             |
| ----------------------------- | ---------------- |
| 2013年2月21日-23日 11時～21時 | 東京ビッグサイト |

## 特筆的な出来事

### 競技会
- 今大会からワールドマラソンメジャーズ開幕戦に位置づけられたこともあり、自己最高記録が2時間4分台のランナーが4名[注 1] エントリーするなど高速レースが期待され、ペースメーカーの設定タイムも2時間5分11秒に設定されていた[3] が、当日は強風のためにペースメーカーのペースが思うように上がらず、5kmごとのスプリットが15分台前半[4] というスローペースとなり、ペースメーカーが外れた30kmから一気にペースが上がるというレース展開となった[5]。
- 日本人選手のトップは4位の前田和浩（九電工）。日本陸上競技連盟はモスクワ世界陸上代表選考レースにおける世界陸上派遣設定記録（代表内定タイム）を「2時間7分59秒以内での日本人1位」に設定していた[6] が、前田のタイムは2時間8分0秒で代表内定タイムに1秒だけ及ばなかった[5]。前田は2月3日に行われた別府大分毎日マラソン[注 2]を2時間8分15秒で制した川内優輝（埼玉県庁）の「日本人トップを争う醜いレースはしたくなかった」という発言に刺激を受けていたという[7]。
- 前回2位（日本人選手のトップ）でロンドンオリンピック代表の藤原新（ミキハウス）は招待選手として出場エントリーを行っていたものの、直前になって左太もも（ハムストリング）半腱半膜様筋の炎症のため欠場した[8]。また、4年連続出場で2011年の日本人1位の川内優輝はスケジュールの都合で当初から出場を回避している[9]。

### 一般
- 本大会で4つのギネス世界記録が誕生した。
  - 夫婦による合計タイムの世界記録
  - 20ポンド（9.07kg）の重りを背負ったタイムの世界記録
  - 40ポンド（18.14kg）の重りを背負ったタイムのギネス世界記録
  - 60ポンド（27.21kg）の重りを背負ったタイムのギネス世界記録

### 補足
1. ↑  デニス・キメット（ ケニア・2時間4分16秒）、ジェームズ・クワンバイ（英語版）（ ケニア・2時間4分27秒）、ディノ・セフィル・ケマル（ エチオピア・2時間4分50秒）、ジョナサン・マイヨ（ ケニア・2時間4分56秒）の4名。
2. ↑  別府大分毎日マラソンはモスクワ世界陸上の代表選考レースではないが、派遣設定記録を満たすランナー以外の選考にあたって対象レースとすることが明記されていた[6]。